# 61st Wales Rally of Great Britain
Resultados do 61st Wales Rally of Great Britain.

## Classificação Final
| Pos | N.º  | Piloto Co-piloto                     | Nacionalidade             | Carro                                               | Tempo               |
| --- | ---- | ------------------------------------ | ------------------------- | --------------------------------------------------- | ------------------- |
| 1   | 5 M  | Petter Solberg Phil Mills            | Noruega · Reino Unido     | Subaru Impreza WRC Subaru World Rally Team          | 2:45.57,8 0         |
| 2   | 2 M  | François Duval Sven Smeets           | Bélgica · Bélgica         | Citroën Xsara WRC Citroën Total                     | 2:47.15,2 1.17,4    |
| 3   | 1 M  | Sébastien Loeb Daniel Elena          | França · Mónaco           | Citroën Xsara WRC Citroën Total                     | 2:47.15,7 1.17,9    |
| 4   | 9 M  | Harri Rovanperä Risto Pietiläinen    | Finlândia · Finlândia     | Mitsubishi Lancer WRC Mitsubishi Motors Motorsports | 2:47.27,2 1.29,4    |
| 5   | 18   | Manfred Stohl Ilka Minor             | Áustria · Áustria         | Citroën Xsara WRC OMV World Rally Team              | 2:48.32,8 2.35,0    |
| 6   | 4 M  | Roman Kresta Jan Tománek             | Chéquia · Chéquia         | Ford Focus WRC BP Ford World Rally Team             | 2:49.15,1 3.17,3    |
| 7   | 12 M | Colin McRae Nicky Grist              | Reino Unido · Reino Unido | Škoda Fabia WRC Škoda Motorsport                    | 2:49.28,2 3.30,4    |
| 8   | 17   | Mark Higgins Bryan Thomas            | Reino Unido · Reino Unido | Ford Focus WRC Eddie Stobart Motorsport             | 2:49.38,7 3.40,9    |
| 9   | 23   | Kris Meeke Glenn Patterson           | Reino Unido · Reino Unido | Subaru Impreza WRC                                  | 2:49.39,9 3.42,1    |
| 10  | 14   | Henning Solberg Cato Menkerud        | Noruega · Noruega         | Ford Focus WRC BP Ford World Rally Team             | 2:50.18,3 4.20,5    |
| 11  | 20   | Xavier Pons Carlos del Barrio        | Espanha · Espanha         | Citroën Xsara WRC OMV World Rally Team              | 2:51.17,1 5.19,3    |
| 12  | 15   | Antony Warmbold Michael Orr          | Alemanha · Reino Unido    | Ford Focus WRC BP Ford World Rally Team             | 2:51.26,6 5.28,8    |
| 13  | 10 M | Gigi Galli Guido D'Amore             | Itália · Itália           | Mitsubishi Lancer WRC Mitsubishi Motors Motorsports | 2:55.38,7 9.40,9    |
| 14  | 11 M | Armin Schwarz Klaus Wicha            | Alemanha · Alemanha       | Škoda Fabia WRC Škoda Motorsport                    | 2:55.51,2 9.53,4    |
| 15  | 19   | Matthew Wilson Scott Martin          | Reino Unido · Reino Unido | Ford Focus WRC Eddie Stobart Motorsport             | 3:00.33,1 14.35,3   |
| 16  | 64   | Julian Reynolds Ieuan Thomas         | Reino Unido · Reino Unido | Ford Focus WRC                                      | 3:00.46,5 14.48,7   |
| 17  | 61   | Craig Middleton Robin Hernaman       | Reino Unido · Reino Unido | Škoda Fabia WRC                                     | 3:01.39,9 15.42,1   |
| 18  | 50 P | Aki Teiskonen Miika Teiskonen        | Finlândia · Finlândia     | Subaru Impreza WRX STI Syms Rally Team              | 3:04.03,5 18.05,7   |
| 19  | 62   | Niall McShea Gordon Noble            | Reino Unido · Reino Unido | Subaru Impreza WRX STI                              | 3:04.10,7 18.12,9   |
| 20  | 36 P | Marcos Ligato Rubén García           | Argentina · Argentina     | Subaru Impreza WRX STI Subaru Argentina Rally Team  | 3:04.45,8 18.48,0   |
| 21  | 33 P | Nasser Al-Attiyah Chris Patterson    | Catar · Reino Unido       | Subaru Impreza WRX STI                              | 3:05.05,4 19.07,6   |
| 22  | 67   | Per-Gunnar Andersson Jonas Andersson | Suécia · Suécia           | Suzuki Swift S1600                                  | 3:05.19,0 19.21,2   |
| 23  | 69   | Stuart Jones Craig Parry             | Reino Unido · Reino Unido | Mitsubishi Lancer Evo 7                             | 3:06.31,4 20.33,6   |
| 24  | 63   | David Higgins Daniel Barritt         | Reino Unido · Reino Unido | Mitsubishi Lancer Evo 8                             | 3:07.45,5 21.47,7   |
| 25  | 90   | Andreas Aigner Timo Gottschalk       | Áustria · Alemanha        | Mitsubishi Lancer Evo 8                             | 3:07.57,4 21.59,6   |
| 26  | 49 P | Hamed Al-Wahaibi David Senior        | OMA · Reino Unido         | Subaru Impreza WRX STI Oman Arab World Rally Team   | 3:09.26,9 23.29,1   |
| 27  | 78   | Jaan Mölder jr. Tõnu Vunn            | Estónia · Estónia         | Mitsubishi Lancer Evo 8                             | 3:10.58,8 25.01,0   |
| 28  | 77   | Leon Pesticcio Tim Sturla            | Reino Unido · Reino Unido | Suzuki Ignis S1600                                  | 3:12.11,4 26.13,6   |
| 29R | 93   | Umberto Scandola Luigi Pirollo       | Itália · Itália           | Subaru Impreza WRX STI                              | 3:12.38,5 26.40,7   |
| 30  | 89   | Quirin Müller Peter Müller           | Alemanha · Áustria        | Mitsubishi Lancer Evo 8                             | 3:14.18,1 28.20,3   |
| 31  | 80   | Gavin Cox Tim Hobbs                  | Reino Unido · Reino Unido | Mitsubishi Lancer Evo                               | 3:15.10,2 29.12,4   |
| 32R | 68   | Guy Wilks Phil Pugh                  | Reino Unido · Reino Unido | Suzuki Swift S1600                                  | 3:15.27,7 29.29,9   |
| 33  | 83   | Iwan Rees Aled Rees                  | Reino Unido · Reino Unido | Subaru Impreza WRX                                  | 3:16.13,5 30.15,7   |
| 34  | 85   | Ray Bellm Mark Solloway              | Reino Unido · Reino Unido | Subaru Impreza WRX STI                              | 3:16.35,9 30.38,1   |
| 35  | 38 P | Fabio Frisiero Giovanni Agnese       | Itália · Itália           | Subaru Impreza WRX STI                              | 3:16.49,9 30.52,1   |
| 36  | 43 P | Angelo Medeghini Barbara Capoferri   | Itália · Itália           | Subaru Impreza WRX STI Kome Sport                   | 3:16.50,1 30.52,3   |
| 37  | 84   | Nigel Heath Steve Lancaster          | Reino Unido · Reino Unido | Subaru Impreza WRX STI                              | 3:17.50,5 31.52,7   |
| 38R | 6 M  | Chris Atkinson Glenn MacNeall        | Austrália · Austrália     | Subaru Impreza WRC Subaru World Rally Team          | 3:23.15,2 37.17,4   |
| 39  | 96   | Rob Gill Gary Sylvester              | Reino Unido · Reino Unido | Subaru Impreza WRX STI                              | 3:25.10,9 39.13,1   |
| 40  | 94   | Shaun Woffinden Inbal Edry           | Reino Unido · Israel      | Fiat Stilo Abarth                                   | 3:26.46,4 40.48,6   |
| 41R | 41 P | Natalie Barratt Kaj Lindström        | Reino Unido · Finlândia   | Subaru Impreza WRX STI OMV World Rally Team         | 3:27.51,5 41.53,7   |
| 42  | 45 P | Riccardo Errani Stefano Casadio      | Itália · Itália           | Mitsubishi Lancer Evo 8                             | 3:33.34,0 47.36,2   |
| 43R | 71   | Kevin Stevens Marc Jones             | Reino Unido · Reino Unido | Mitsubishi Lancer Evo                               | 3:33.54,6 47.56,8   |
| 44  | 105  | James Gloster Darren Garrod          | Austrália · Reino Unido   | Subaru Impreza WRX STI                              | 3:33.56,1 47.58,3   |
| 45  | 108  | Matt Beebe Ross Butler               | Reino Unido · Reino Unido | MG ZR 105                                           | 3:33.58,2 48.00,4   |
| 46  | 110  | Takahiro Yoshii Masahiko Nabekura    | Japão · Japão             | Honda Civic VTI                                     | 3:34.30,9 48.33,1   |
| 47  | 103  | Chris Harris Richard Tuthill         | Reino Unido · Reino Unido | Ford Fiesta ST Ford Motor Co                        | 3:35.23,2 49.25,4   |
| 48  | 107  | Chris Melling James Smith            | Reino Unido · Reino Unido | Volkswagen Polo 16V                                 | 3:36.28,4 50.30,6   |
| 49  | 97   | Harold Morley Geoffrey Goddard       | Reino Unido · Reino Unido | Subaru Impreza WRX STI                              | 3:41.53,6 55.55,8   |
| 50  | 112  | David Winstanley Terri Metcalfe      | Reino Unido · Reino Unido | MG ZR 105                                           | 3:45.36,0 59.38,2   |
| 51R | 102  | Christopher Boyce Pascal Dillon      | Irlanda · Irlanda         | Honda Civic Type-R                                  | 3:46.12,8 1:00.15,0 |
| 52R | 113  | Philip McVay Nick Cadwallader        | Reino Unido · Reino Unido | Subaru Impreza WRX STI                              | 3:48.27,0 1:02.29,2 |
| 53R | 106  | Kevin Davies Emyr Jones              | Reino Unido · Reino Unido | Nissan Micra                                        | 3:49.55,1 1:03.57,3 |
| 54  | 111  | Gerard Sharkey Gary Cooney           | Irlanda · Irlanda         | Honda Civic VTI                                     | 3:52.50,5 1:06.52,7 |
| 55  | 114  | Steve Graham Tony Graham             | Reino Unido · Reino Unido | MG ZR 105                                           | 3:39.57,6 1:13.59,8 |
| 56  | 109  | Red Barry Simon Sparey               | Reino Unido · Reino Unido | Peugeot 106 GTI                                     | 4:05.15,6 1:19.17,8 |

## Abandonos
| SS  | N.º | Piloto Co-piloto                    | Nacionalidade               | Carro                                      | Classe    |  |
| --- | --- | ----------------------------------- | --------------------------- | ------------------------------------------ | --------- |  |
| R6  | 3 M | Toni Gardemeister Jakke Honkanen    | Finlândia · Finlândia       | Ford Focus WRC BP Ford World Rally Team    | Excluded  |  |
| R15 | 7 M | Marcus Grönholm Timo Rautiainen     | Finlândia · Finlândia       | Peugeot 307 WRC Marlboro Peugeot Total     | Withdrawn |  |
| R15 | 8 M | Markko Märtin Michael Park          | Estónia · Reino Unido       | Peugeot 307 WRC Marlboro Peugeot Total     | Acidente  |  |
| R8  | 16  | Stéphane Sarrazin Denis Giraudet    | França · França             | Subaru Impreza WRC Subaru World Rally Team | Acidente  |  |
| R15 | 21  | Jari-Matti Latvala Miikka Anttila   | Finlândia · Finlândia       | Ford Focus WRC                             | Motor     |  |
| R15 | 22  | Nicolas Bernardi Jean-Marc Fortin   | França · Bélgica            | Peugeot 206 WRC Équipe de France FFSA      | Withdrawn |  |
| R7  | 70  | Sebastian Ling David Moynihan       | Reino Unido · Irlanda       | Subaru Impreza WRX STI                     |           |  |
| R15 | 72  | Shaun Gallagher John Bennie         | Irlanda · Reino Unido       | Mitsubishi Lancer Evo                      | OTL       |  |
| R6  | 73  | Nigel Griffiths Andrew Owens        | Reino Unido · Reino Unido   | Subaru Impreza WRX                         |           |  |
| R6  | 75  | Dorian Rees Wyn Thomas              | Reino Unido · Reino Unido   | Mitsubishi Lancer Evo                      |           |  |
| R15 | 76  | Patrik Flodin Maria Andersson       | Suécia · Suécia             | Mitsubishi Lancer Evo 7                    |           |  |
| R15 | 79  | Luca Rossetti Dario D'Esposito      | Itália · Itália             | Mitsubishi Lancer Evo 8                    |           |  |
| R14 | 81  | John Lloyd Pauline Gullick          | Reino Unido · Reino Unido   | Subaru Impreza WRC                         |           |  |
| R11 | 82  | Giovanni Manfrinato Flavio Zanella  | Itália · Itália             | Mitsubishi Lancer Evo 8                    | Acidente  |  |
| R14 | 86  | Simone Bertolotti Erica Martini     | Itália · Itália             | Mitsubishi Lancer Evo 8                    |           |  |
| R4  | 87  | Martin Prokop Petr Gross            | Chéquia · Chéquia           | Suzuki Ignis S1600                         |           |  |
| R15 | 88  | Michael Honda Jirí Malcík           | Chéquia · Chéquia           | Citroën Saxo Kit Car                       |           |  |
| R14 | 91  | Graham Coffey David Gamblin         | Reino Unido · Reino Unido   | Mitsubishi Lancer Evo                      | Acidente  |  |
| R7  | 92  | Tony Green William Robertson        | Nova Zelândia · Reino Unido | Subaru Impreza WRX STI                     | Acidente  |  |
| R15 | 95  | Andy Gwynne Holly Robinson          | Reino Unido · Reino Unido   | Renault Clio RS                            | Withdrawn |  |
| R1  | 98  | Loris Baldacci Simone Scattolin     | San Marino · Itália         | Fiat Stilo Abarth                          | Acidente  |  |
| R15 | 99  | Fabien Fiandino Sabrina De Castelli | França · França             | Mitsubishi Lancer Evo 7                    |           |  |
| R9  | 101 | Barry Jordan Chris Dewsnap          | Reino Unido · Reino Unido   | Mitsubishi Lancer Evo                      | Acidente  |  |
| R2  | 104 | Mandy Bowman Ken Bowman             | Reino Unido · Reino Unido   | Mitsubishi Lancer Evo                      | Motor     |  |